# Laureano Jaimes
Laureano José Jaimes (né le 13 juillet 1961 à San Cristóbal au Venezuela) est un joueur de football international vénézuélien, qui évoluait au poste de milieu de terrain.

## Biographie

### Carrière en club
Avec le club du Deportivo Táchira, il remporte quatre championnats du Venezuela.

### Carrière en sélection
Avec l'équipe du Venezuela, il joue 13 matchs (pour aucun but inscrit) entre 1985 et 1995[réf. nécessaire]. 
Il figure dans le groupe des sélectionnés lors des Copa América de 1989 et de 1991.

## Palmarès
Deportivo Táchira
- Championnat du Venezuela (4) :
  - Vainqueur : 1981, 1984, 1986 et 1999-00.